# Exercitatio Anatomica de Motu Cordis et Sanguinis in Animalibus

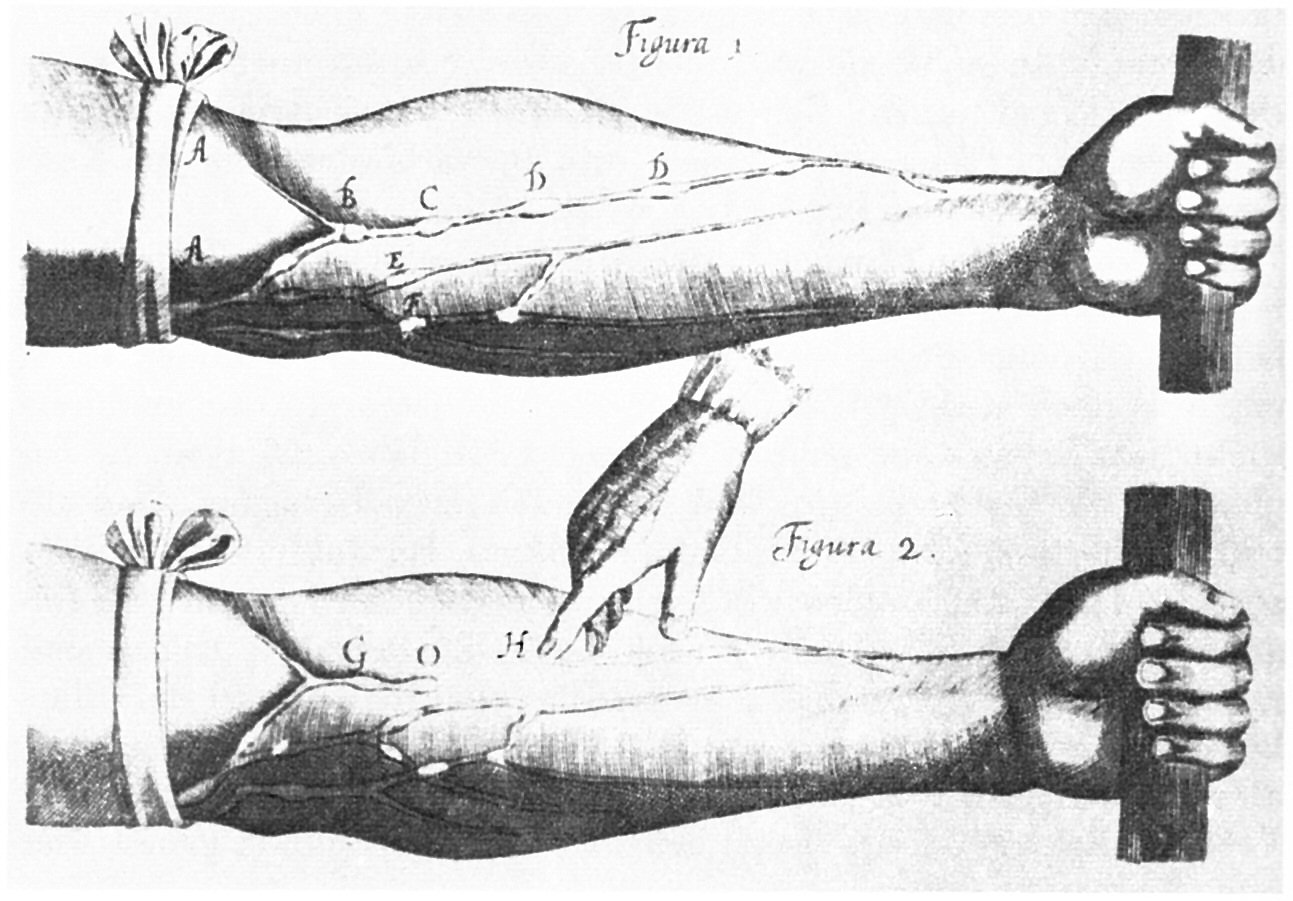
Un experiment d'Harvey Exercitatio Anatomica de Motu Cordis et Sanguinis en Animalibus

Exercitatio Anatomica de Motu Cordis et Sanguinis in Animalibus (del llatí "Un exercici anatòmic sobre el moviment del cor i la sang en els éssers vius"), comunament anomenat De Motu Cordis, és l'obra més coneguda del metge anglès William Harvey. El llibre es va publicar per primera vegada l'any 1628 i descriu amb detall la circulació de la sang. És una fita en la història de la fisiologia, ja que tan important com el contingut era el seu mètode. Harvey va combinar observacions, experiments, mesures i hipòtesis de manera extraordinària que van influir de manera immediata sobre els altes metges contemporanis.
A l'obra De motu cordis, Harvey va descriure les investigacions sobre l'efecte de la sutura en el flux sanguini. El llibre també argumenta que la sang bombeja al voltant del cos en una "doble circulació", i després de tornar al cor, circula en un sistema tancat cap als pulmons i de nou al cor, on retorna a la circulació principal.

## Sinopsi
Aquest treball és una contribució important a la fisiologia cardíaca, ja que introdueix per primer cop en biologia l'ensenyament de la circulació de la sang al segle xvii. Un altre treball oposat i obligat que anunciava el descobriment de Harvey es remunta al segle xiii, quan Ibn Al-Nafis va proposar la circulació pulmonar i l'intercanvi de gasos. Les dues teories són incompletes quan s'estudien per separat, però juntes constitueixen un coneixement bàsic de la cardiologia actual. L'any 1553, Michael Servetus deia que la sang flueix del cor als pulmons i que allà es barreja amb l'aire per formar la sang arterial que flueix cap al cor. Entre el 1570 i el 1590, Cesalpino va suggerir, en una controvèrsia amb els galenistes, que el moviment de la sang era una oscil·lació més que una circulació; però aquesta visió no va ser prou aclaridora.
L'any 1603, Hieronymus Fabricius va publicar una obra on descrivia clarament les vàlvules de les venes i mostrava que aquestes dificulten el flux de la sang en la zona més allunyada del cor. Des de l'any 1597 fins al 1602, Harvey va estudiar arts i medicina a Pàdua i va fer un estudi acurat del cor i del moviment de la sang. Cap al 1616, presentava a les conferències el seu estudi sobre la circulació sanguina, però no fou fins al 1628 que el publicà en aquesta obra clàssica, De Motu Cordis et Sanguinis. Aquest llibre és important tant pel descobriment de la circulació completa com per la metodologia experimental, quantitativa i mecanicista que va introduir. Mirava el cor, no com un òrgan místic de l'esperit i de les facultats, sinó com una bomba analitzable al llarg de línies mecàniques. També va mesurar la quantitat de sang que aquest enviava al cos. Va observar que en cada batec sortien 55 grams de sang al cor; de manera que amb 72 pulsacions cardíaques per minut, el cor envia al sistema 235 quilos de sang cada hora. D'on provenia tota aquesta sang? La seva resposta va ser que és la mateixa sang que sempre torna. A més, les vàlvules unidireccionals del cor, com les venes, indiquen que, després de la circulació pulmonar, la sang surt a totes les parts del cos per les artèries i torna per les venes. D'aquesta manera la sang forma un circuit tancat complet. Tal com va expressar Harvey, "Hi ha d'haver un moviment en cercle". Tanmateix, hi va haver una part de l'estudi de la circulació que Harvey no va poder veure: aquella en què les venes i les artèries es perden per subdivisió en els vasos capil·lars. Va ser l'any 1660, tres anys després de la mort de Harvey, que Marcello Malpighi va veure la sang que es movia cap als capil·lars del pulmó d'una granota, i va proporcionar així l'enllaç que faltava en l'estudi de Harvey sobre la circulació sanguínia.